# Szentmiklóssy Alajos
Szentmiklóssy Alajos (Sajókirályi, 1793. október 12. – Erdőtarcsa, 1849. április 6.) író, ügyvéd.

## Pályája
Középiskoláit Rozsnyón, Pesten, Nagyszombatban, Gyöngyösön, a bölcseletet pedig Vácott végezte. 1813-ban Egerbe utazott jogot hallgatni, 1816. szeptember 26-án ügyvédi vizsgát tett és közéleti pályára lépett. 1817-ben Borsod vármegye tiszteleti aljegyzőjévé, 1818-ban törvényszéki bíróvá, 1819-ben Nógrád vármegye rendes másod aljegyzőjévé választották. Bajza Józsefnek egy Toldy Ferenchez írott leveléből kiderül, hogy 1826-ban lemondott hivataláról, „mondják, hogy a szertelen ital egészen elrontotta.” Erdőtarcsán telepedett le.
Kazinczy Ferenccel megismerkedve kezdett el irodalommal foglalkozni. Verseket, epigrammákat, meséket, néhány bírálatot írt, Friedrich Schiller költeményeiből fordított. Ezek 1815-től kezdve korabeli folyóiratokban, évkönyvekben jelentek meg (Erdélyi Múzeum, Tudományos Gyüjtemény, Felső-magyarországi Minerva, Szépliteratúrai Ajándék, Koszorú, Auróra, Hébe, Aspasia, Uránia.) Írt egy regényt is Az állhatatos szeretet jutalma címmel, de ezt Kazinczy tanácsára elégette. Írásaira nagy befolyással volt a francia nyelv, melyet Egerben francia fogolytisztekkel való társalgás közben tanult meg.
Kazinczyék szép reményeket fűztek Szentmiklóssy költői működéséhez, de korán szembekerült néhány kortársával, különösen Bajza Józseffel. Az önérzetében sértett költő visszahúzódott az irodalmi szerepléstől. Tanmeséinek kiadására csak későn szánta rá magát, Fáy András sikerei után kevés reménye lehetett a lelkesebb fogadtatásra. Néhány epigrammája és állatmeséje a két műfaj mintapéldáiként így is sokáig szerepelt a iskolai tankönyvek lapjain.

## Munkái
- Hunyady László. Szomorújáték öt felvonásban. Pest, 1820. (A darabot Kisfaludy Károly első színi sikereinek hatása alatt írta. Előadták Budán 1835. március 30-án és december 17-én.)
- Bökversek. Eszmék a magyar nemzeti szín s szellem védelmének ügyében egy művész tévedései s alaptalan igényei ellen. Honvárytól. Pest, 1830. (Epigramma gyűjtemény, melyhez esztétikai fejtegetéseket is csatolt, ezekben részint poétikai megfigyeléseit írta le, részint Kölcsey Ferenc és Bajza József poétikai tanulmányaival vitázott.)
- Mesék. Pest, 1840.

Álneve a Tudományos Gyűjteményben: Szerényi Vilmos.